# Phyxioschema suthepium
Phyxioschema suthepium är en spindelart som beskrevs av Raven och Peter J. Schwendinger 1989. Phyxioschema suthepium ingår i släktet Phyxioschema och familjen Dipluridae.
Artens utbredningsområde är Thailand. Inga underarter finns listade i Catalogue of Life.